# Оскар (85-та церемонія вручення)
85-та церемонія вручення премії «Оскар» Американської Академії кінематографічних мистецтв і наук за видатні досягнення у кінематографі у 2012 році відбулася в неділю 24 лютого 2013 року в театрі «Долбі» в Лос-Анджелесі. Ведучим церемонії був Сет МакФарлейн. Церемонія була присвячена 50-річчю франшизи про Джеймса Бонда. Під час церемонії співачка Адель виконала свою пісню «Skyfall», яка є заголовною до фільму «007: Координати „Скайфолл“».
Список номінантів був оголошений 10 січня 2013 в кінотеатрі Samuel Goldwyn Theater, Беверлі-Гіллз, Каліфорнія, Сетом МакФарлейном і акторкою Еммою Стоун. Найбільше номінацій отримали картина «Лінкольн» режисера Стівена Спілберга (12) і «Життя Пі» тайванського режисера Енга Лі (11).
«Життя Пі» отримала чотири нагороди (найбільше на церемонії), включаючи за найкращу режисуру для Енга Лі, «Арго» ж отримав три нагороди, у тому числі в номінації «Найкращий фільм». «Знедолені» також отримали три нагороди; «Джанґо вільний», «Лінкольн» та «007: Координати „Скайфолл“» отримали по дві нагороди. Дженніфер Лоуренс отримала «Оскар» у номінації «Найкраща жіноча роль» за роль у фільмі «Збірка промінців надії». Деніел Дей-Льюїс отримав вже свій третій «Оскар» за найкращу чоловічу роль (найбільше серед усіх акторів) за роль Авраама Лінкольна у фільмі «Лінкольн».

## Хронологія подій
| Дата                      | Подія                                                                                             |
| ------------------------- | ------------------------------------------------------------------------------------------------- |
| Понеділок, 17 грудня 2012 | Початок голосування за номінантів                                                                 |
| П'ятниця, 4 січня 2013    | Завершення голосування за номінантів о 17:00 за PST (03:00 5 січня за київським часом)            |
| Четвер, 10 січня 2013     | Оголошення номінантів о 05:30 за PST (15:30 за київським часом) у Samuel Goldwyn Theater          |
| Понеділок, 4 лютого 2013  | Урочистий обід на честь номінантів на премію «Оскар»                                              |
| П'ятниця, 8 лютого 2013   | Початок голосування о 08:00 за PST (18:00 за київським часом) за лауреатів 5 856 членами академії |
| Субота, 9 лютого 2013     | Вручення Премії «Оскар» за науково-технічні досягнення                                            |
| Вівторок, 19 лютого 2013  | Завершення голосування за лауреатів о 17:00 за PST (3:00 20 лютого за київським часом)            |
| Неділя, 24 лютого 2013    | Оголошення переможців на 85-тій церемонії вручення премії «Оскар»                                 |

## Лауреати та номінанти

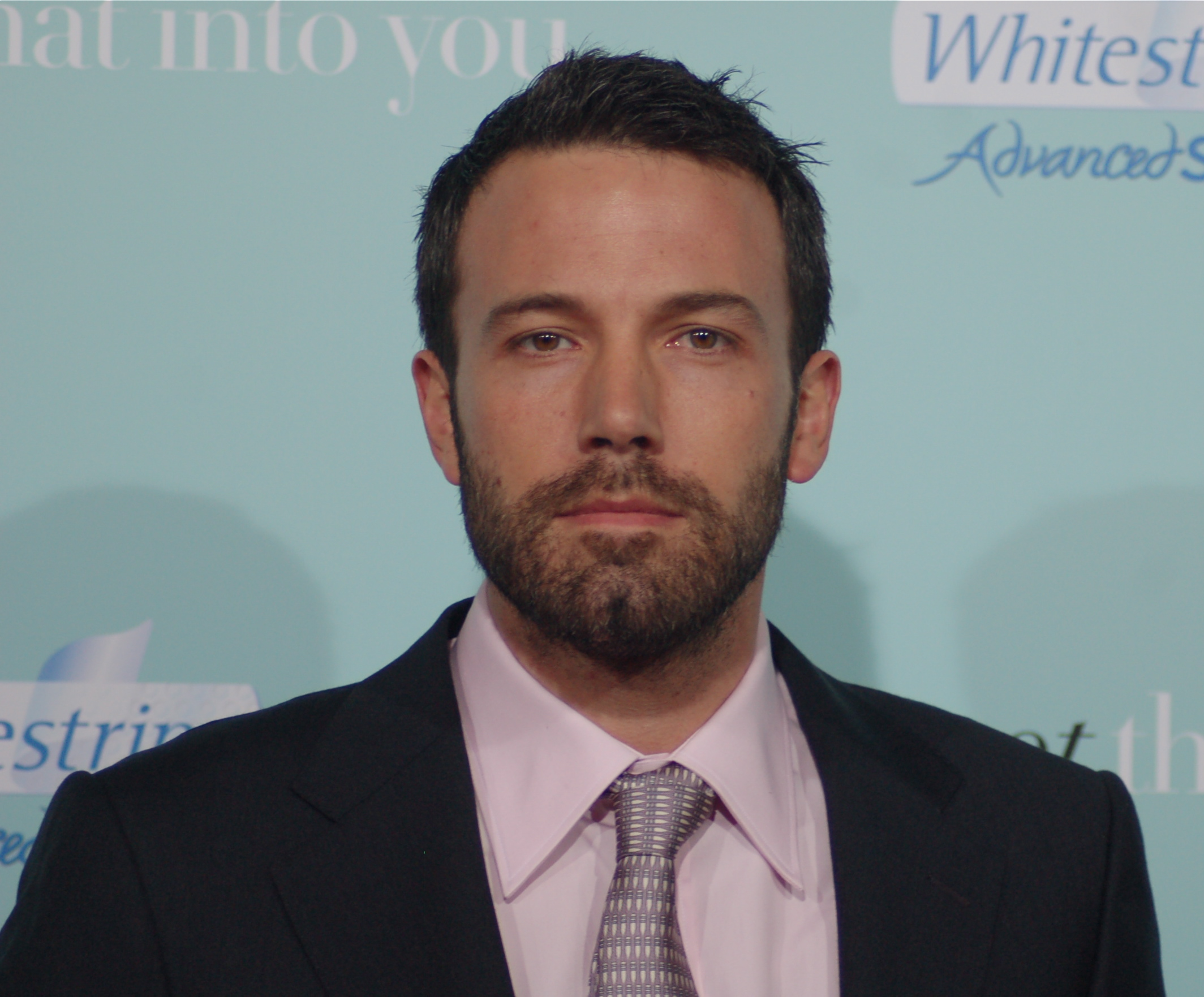
Бен Аффлек, режисер оскароносного фільму Арго

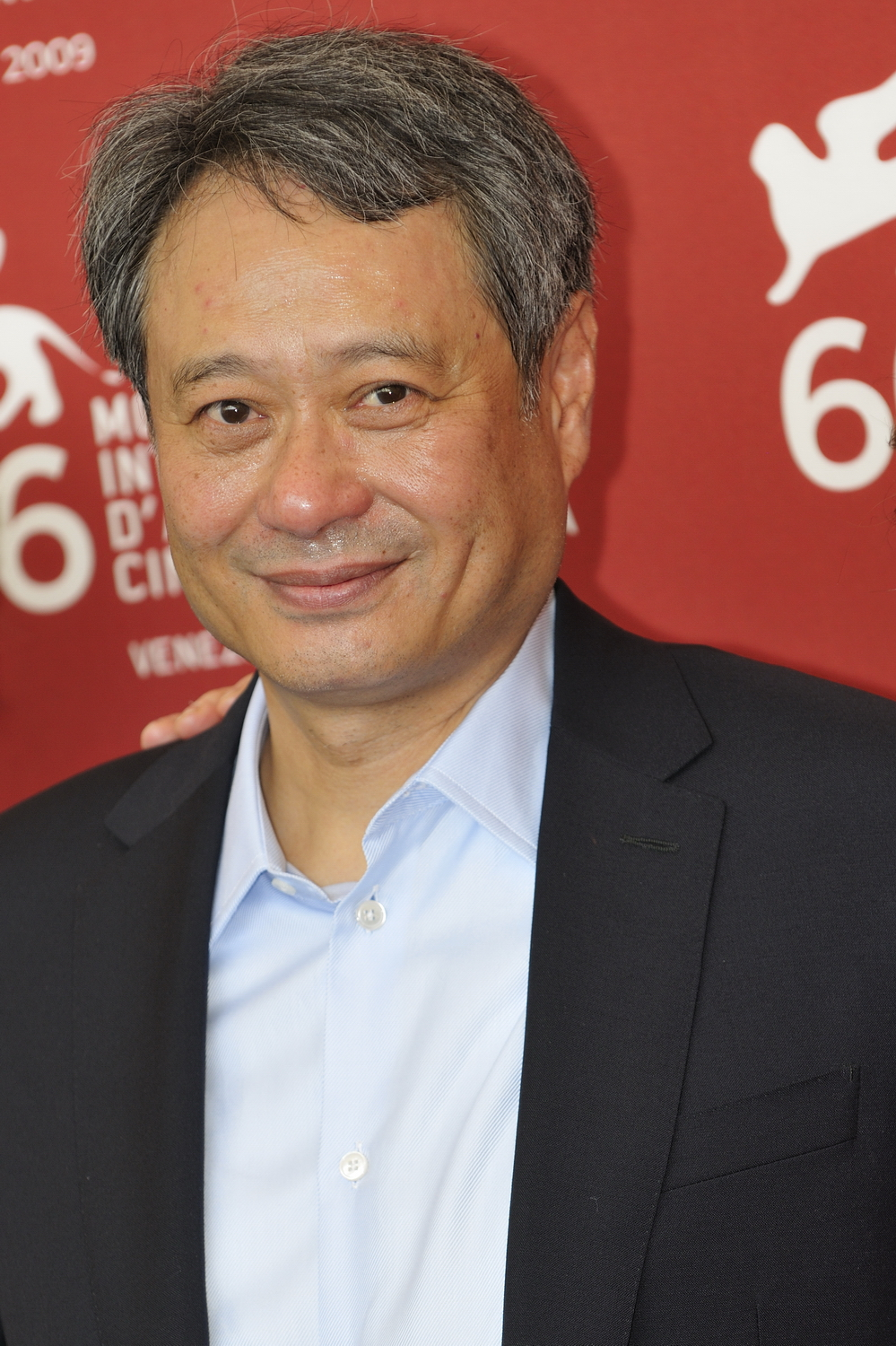
Енг Лі, найкращий режисер

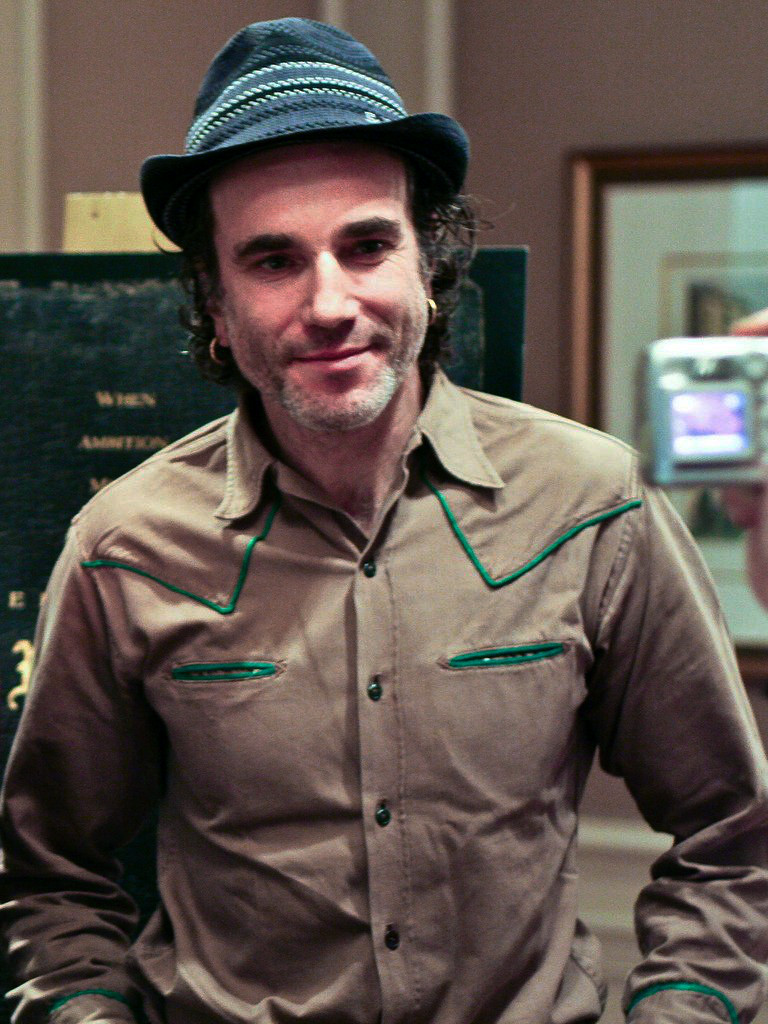
Деніел Дей-Льюїс, найкращий актор

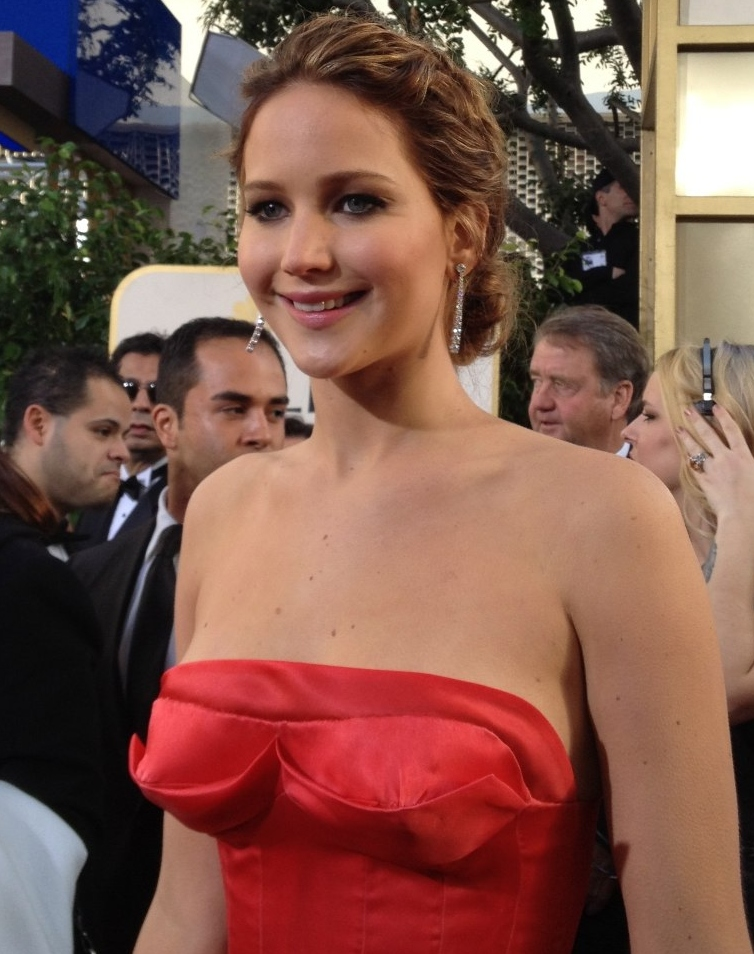
Дженніфер Лоуренс, найкраща акторка

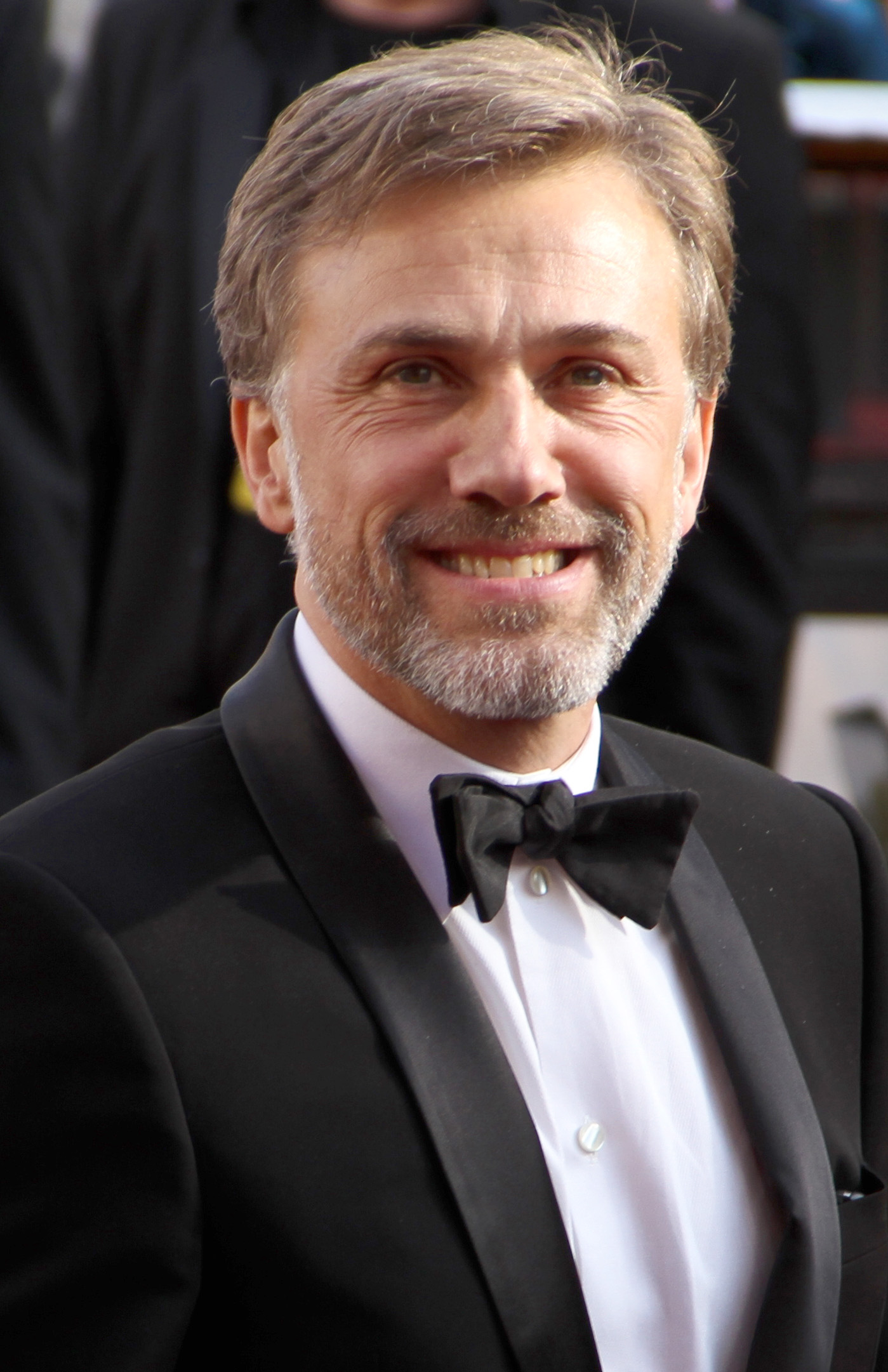
Крістоф Вальц, найкращий актор другого плану

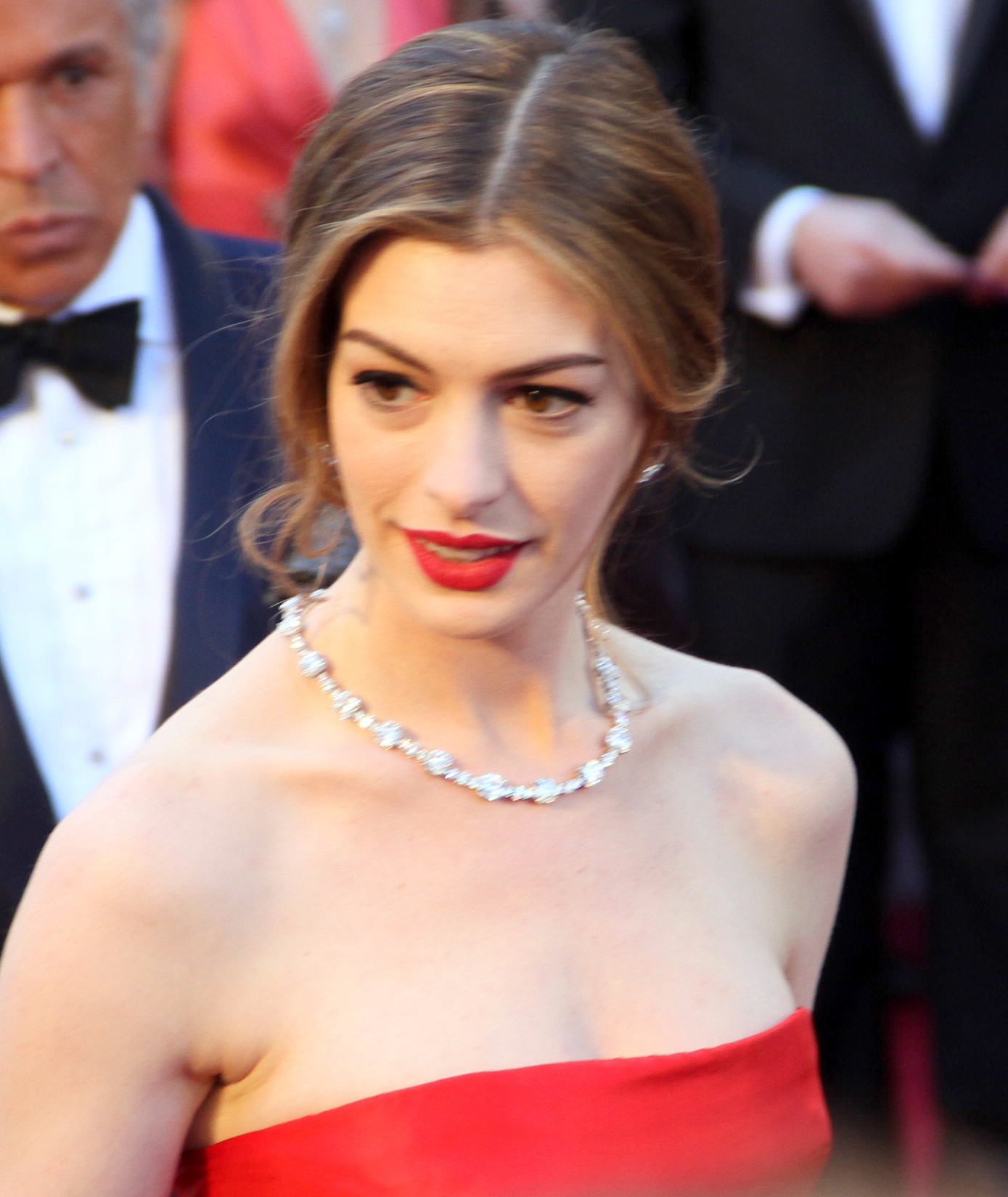
Енн Гетевей, найкраща акторка другого плану

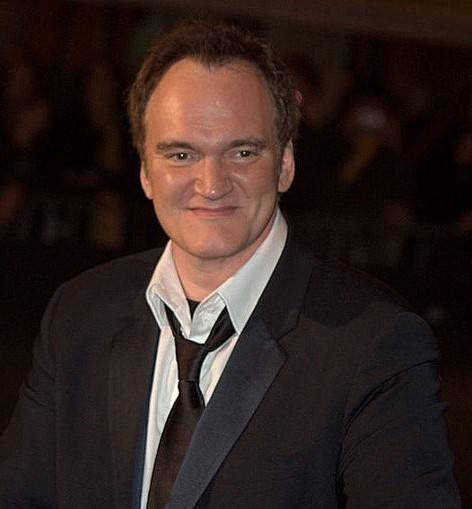
Квентін Тарантіно, володар Оскара за найкращий оригінальний сценарій до фільму Джанґо вільний

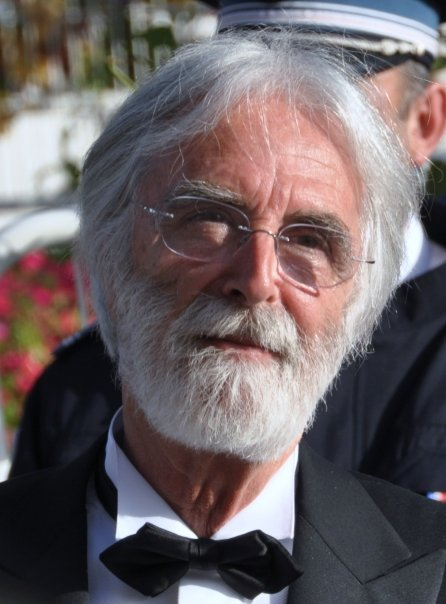
Міхаель Ганеке, режисер австрійської стрічки Любов, володаря премії Оскар за найкращий фільм іноземною мовою

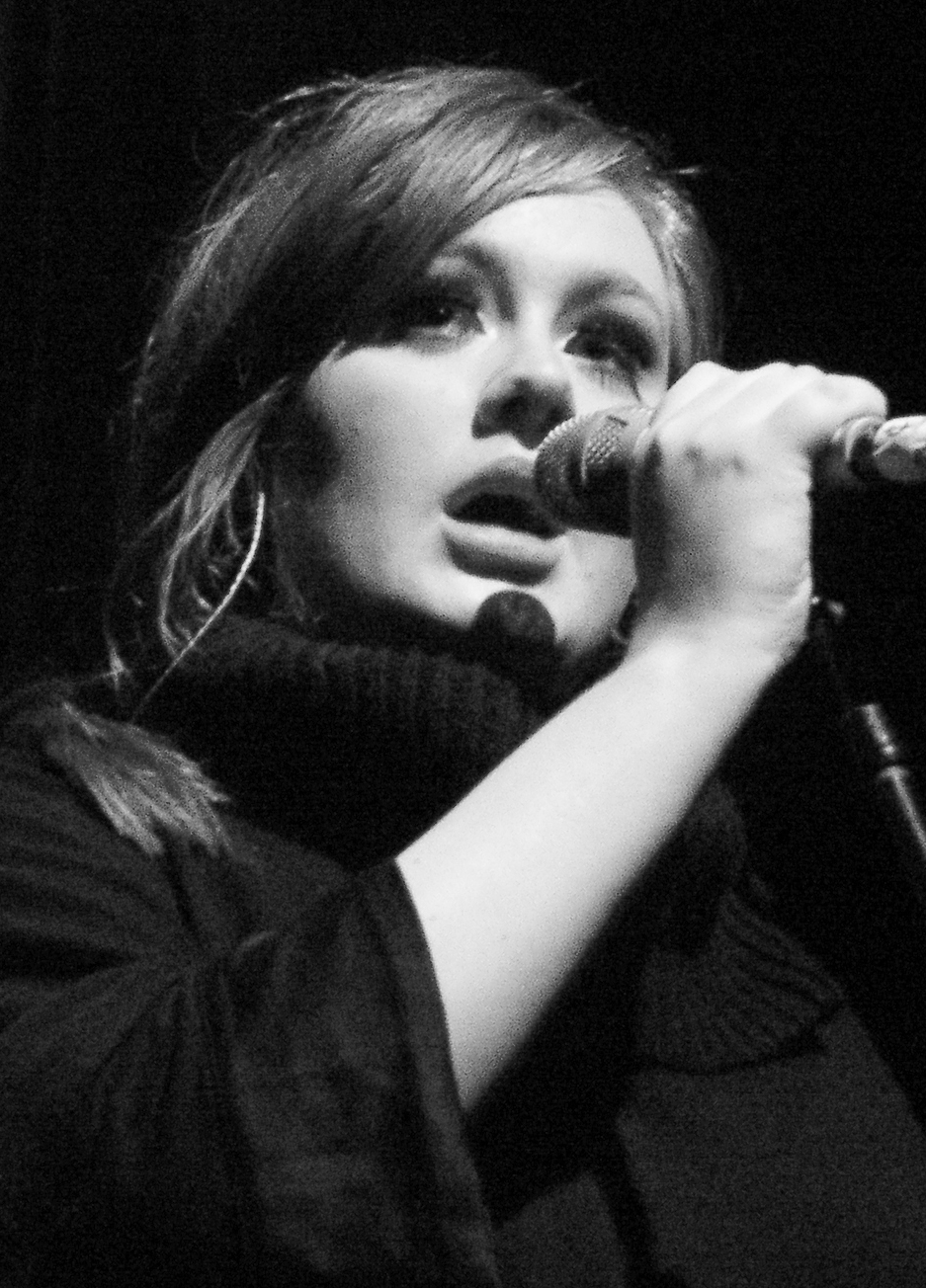
Адель виконавець оскароносної пісні «Skyfall»

Лауреати виділені окремим кольором.
| Категорії                                       | Лауреати та номінанти                                                                               |
| ----------------------------------------------- | --------------------------------------------------------------------------------------------------- |
| Найкращий фільм                                 | • Арго                                                                                              |
| Найкращий фільм                                 | • Любов                                                                                             |
| Найкращий фільм                                 | • Звірі дикого Півдня                                                                               |
| Найкращий фільм                                 | • Джанґо вільний                                                                                    |
| Найкращий фільм                                 | • Життя Пі                                                                                          |
| Найкращий фільм                                 | • Лінкольн                                                                                          |
| Найкращий фільм                                 | • Знедолені                                                                                         |
| Найкращий фільм                                 | • Збірка промінців надії                                                                            |
| Найкращий фільм                                 | • Ціль номер один                                                                                   |
| Найкраща режисерська робота                     | • Енг Лі — Життя Пі                                                                                 |
| Найкраща режисерська робота                     | • Міхаель Ганеке — Любов                                                                            |
| Найкраща режисерська робота                     | • Девід Расселл — Збірка промінців надії                                                            |
| Найкраща режисерська робота                     | • Стівен Спілберг — Лінкольн                                                                        |
| Найкраща режисерська робота                     | • Бен Зайтлін — Звірі дикого Півдня                                                                 |
| Найкраща чоловіча роль                          | • Деніел Дей-Льюїс — Лінкольн                                                                       |
| Найкраща чоловіча роль                          | • Бредлі Купер — Збірка промінців надії                                                             |
| Найкраща чоловіча роль                          | • Г'ю Джекмен — Знедолені                                                                           |
| Найкраща чоловіча роль                          | • Хоакін Фенікс — Майстер                                                                           |
| Найкраща чоловіча роль                          | • Дензел Вашингтон — Рейс                                                                           |
| Найкраща жіноча роль                            | • Дженніфер Лоуренс — Збірка промінців надії                                                        |
| Найкраща жіноча роль                            | • Джессіка Честейн — Ціль номер один                                                                |
| Найкраща жіноча роль                            | • Еммануель Ріва — Любов                                                                            |
| Найкраща жіноча роль                            | • Куінзан Воллес — Звірі дикого Півдня                                                              |
| Найкраща жіноча роль                            | • Наомі Воттс — Неможливе                                                                           |
| Найкраща чоловіча роль другого плану            | • Крістоф Вальц — Джанґо вільний                                                                    |
| Найкраща чоловіча роль другого плану            | • Алан Аркін — Арго                                                                                 |
| Найкраща чоловіча роль другого плану            | • Роберт де Ніро — Збірка промінців надії                                                           |
| Найкраща чоловіча роль другого плану            | • Філіп Сеймур Гоффман — Майстер                                                                    |
| Найкраща чоловіча роль другого плану            | • Томмі Лі Джонс — Лінкольн                                                                         |
| Найкраща жіноча роль другого плану              | • Енн Гетевей — Знедолені                                                                           |
| Найкраща жіноча роль другого плану              | • Емі Адамс — Майстер                                                                               |
| Найкраща жіноча роль другого плану              | • Саллі Філд — Лінкольн                                                                             |
| Найкраща жіноча роль другого плану              | • Гелен Гант — Суррогат                                                                             |
| Найкраща жіноча роль другого плану              | • Джекі Вівер — Збірка промінців надії                                                              |
| Найкращий оригінальний сценарій                 | • Джанґо вільний — Квентін Тарантіно                                                                |
| Найкращий оригінальний сценарій                 | • Любов — Міхаель Ганеке                                                                            |
| Найкращий оригінальний сценарій                 | • Рейс — Джон Гейтінс                                                                               |
| Найкращий оригінальний сценарій                 | • Королівство повного місяця — Вес Андерсон і Роман Коппола                                         |
| Найкращий оригінальний сценарій                 | • Ціль номер один — Марк Боал                                                                       |
| Найкращий адаптований сценарій                  | • Арго — Кріс Терріо                                                                                |
| Найкращий адаптований сценарій                  | • Звірі дикого Півдня — Люсі Алібар і Бен Зайтлін                                                   |
| Найкращий адаптований сценарій                  | • Життя Пі — Девід Мегі                                                                             |
| Найкращий адаптований сценарій                  | • Лінкольн — Тоні Кушнер                                                                            |
| Найкращий адаптований сценарій                  | • Збірка промінців надії — Девід Расселл                                                            |
| Найкращий анімаційний повнометражний фільм      | • Відважна                                                                                          |
| Найкращий анімаційний повнометражний фільм      | • Франкенвіні                                                                                       |
| Найкращий анімаційний повнометражний фільм      | • ПараНорман                                                                                        |
| Найкращий анімаційний повнометражний фільм      | • Пірати! Банда невдах                                                                              |
| Найкращий анімаційний повнометражний фільм      | • Ральф — руйнівник                                                                                 |
| Найкращий фільм іноземною мовою                 | • Любов / Amour, (Австрія)                                                                          |
| Найкращий фільм іноземною мовою                 | • Кон-Тікі / Kon-Tiki (Норвегія)                                                                    |
| Найкращий фільм іноземною мовою                 | • Ні / No (Чилі)                                                                                    |
| Найкращий фільм іноземною мовою                 | • Королівський роман / A Royal Affair (Данія)                                                       |
| Найкращий фільм іноземною мовою                 | • Відьма війни / War Witch (Канада)                                                                 |
| Найкращий документальний повнометражний фільм   | • У пошуках Цукрової Людини / Searching for Sugar Man                                               |
| Найкращий документальний повнометражний фільм   | • 5 розбитих камер / 5 Broken Cameras                                                               |
| Найкращий документальний повнометражний фільм   | • Воротар / The Gatekeepers                                                                         |
| Найкращий документальний повнометражний фільм   | • Як пережити чуму / How to Survive a Plague                                                        |
| Найкращий документальний повнометражний фільм   | • Невидима війна / The Invisible War                                                                |
| Найкращий документальний короткометражний фільм | • Inocente                                                                                          |
| Найкращий документальний короткометражний фільм | • Kings Point                                                                                       |
| Найкращий документальний короткометражний фільм | • Mondays at Racine                                                                                 |
| Найкращий документальний короткометражний фільм | • Open Heart                                                                                        |
| Найкращий документальний короткометражний фільм | • Redemption                                                                                        |
| Найкращий ігровий короткометражний фільм        | • Curfew                                                                                            |
| Найкращий ігровий короткометражний фільм        | • Asad                                                                                              |
| Найкращий ігровий короткометражний фільм        | • Buzkashi Boys                                                                                     |
| Найкращий ігровий короткометражний фільм        | • Death of a Shadow (Dood Van Een Schaduw)                                                          |
| Найкращий ігровий короткометражний фільм        | • Henry                                                                                             |
| Найкращий анімаційний короткометражний фільм    | • Паперовий роман / Paperman                                                                        |
| Найкращий анімаційний короткометражний фільм    | • Адам і його собака / Adam and Dog                                                                 |
| Найкращий анімаційний короткометражний фільм    | • Свіжий авокадо / Fresh Guacamole                                                                  |
| Найкращий анімаційний короткометражний фільм    | • Догори дригом / Head over Heels                                                                   |
| Найкращий анімаційний короткометражний фільм    | • The Longest Daycare (4-хвилинна серія «Сімпсонів»)                                                |
| Найкраща музика до фільму                       | • Життя Пі — Міхаель Данна                                                                          |
| Найкраща музика до фільму                       | • Анна Кареніна — Даріо Маріанеллі                                                                  |
| Найкраща музика до фільму                       | • Арго — Александр Депла                                                                            |
| Найкраща музика до фільму                       | • Лінкольн — Джон Вільямс                                                                           |
| Найкраща музика до фільму                       | • 007: Координати «Скайфолл» — Томас Ньюман                                                         |
| Найкраща пісня до фільму                        | • «Skyfall» — 007: Координати «Скайфолл» — Адель і Paul Epworth                                     |
| Найкраща пісня до фільму                        | • «Before My Time» — Chasing Ice — J. Ralph                                                         |
| Найкраща пісня до фільму                        | • «Everybody Needs a Best Friend» — Третій зайвий — Сет Макфарлейн і Walter Murphy                  |
| Найкраща пісня до фільму                        | • «Pi's Lullaby» — Життя Пі — Міхаель Данна і Bombay Jayashri                                       |
| Найкраща пісня до фільму                        | • «Suddenly» — Знедолені — Claude-Michel Schönberg, Herbert Kretzmer і Alain Boublil                |
| Найкращий звуковий монтаж                       | • 007: Координати «Скайфолл» — Per Hallberg і Karen Baker Landers1                                  |
| Найкращий звуковий монтаж                       | • Ціль номер один — Paul N. J. Ottosson1                                                            |
| Найкращий звуковий монтаж                       | • Арго — Erik Aadahl і Ethan Van der Ryn                                                            |
| Найкращий звуковий монтаж                       | • Джанґо вільний — Wylie Stateman                                                                   |
| Найкращий звуковий монтаж                       | • Життя Пі — Eugene Gearty і Philip Stockton                                                        |
| Найкращий звук                                  | • Знедолені — Andy Nelson, Mark Paterson і Simon Hayes                                              |
| Найкращий звук                                  | • Арго — John Reitz, Gregg Rudloff і Jose Antonio Garcia                                            |
| Найкращий звук                                  | • Життя Пі — Ron Bartlett, D. M. Hemphill і Drew Kunin                                              |
| Найкращий звук                                  | • Лінкольн — Andy Nelson, Gary Rydstrom і Ronald Judkins                                            |
| Найкращий звук                                  | • 007: Координати «Скайфолл» — Scott Millan, Greg P. Russell і Stuart Wilson                        |
| Найкраща робота художника-постановника          | • Лінкольн — Rick Carter і Jim Erickson                                                             |
| Найкраща робота художника-постановника          | • Анна Кареніна — Sarah Greenwood і Katie Spencer                                                   |
| Найкраща робота художника-постановника          | • Хоббіт: Несподівана подорож — Dan Hennah, Ra Vincent і Simon Bright                               |
| Найкраща робота художника-постановника          | • Знедолені — Eve Stewart і Anna Lynch-Robinson                                                     |
| Найкраща робота художника-постановника          | • Життя Пі — David Gropman і Anna Pinnock                                                           |
| Найкраща операторська робота                    | • Життя Пі — Claudio Miranda                                                                        |
| Найкраща операторська робота                    | • Анна Кареніна — Seamus McGarvey                                                                   |
| Найкраща операторська робота                    | • Джанґо вільний — Роберт Річардсон                                                                 |
| Найкраща операторська робота                    | • Лінкольн — Януш Камінський                                                                        |
| Найкраща операторська робота                    | • 007: Координати «Скайфолл» — Roger Deakins                                                        |
| Найкращий грим                                  | • Знедолені — Lisa Westcott і Julie Dartnell                                                        |
| Найкращий грим                                  | • Гічкок — Howard Berger, Peter Montagna і Martin Samuel                                            |
| Найкращий грим                                  | • Хоббіт: Несподівана подорож — Peter Swords King, Rick Findlater і Tami Lane                       |
| Найкращий дизайн костюмів                       | • Анна Кареніна — Jacqueline Durran                                                                 |
| Найкращий дизайн костюмів                       | • Знедолені — Paco Delgado                                                                          |
| Найкращий дизайн костюмів                       | • Лінкольн — Joanna Johnston                                                                        |
| Найкращий дизайн костюмів                       | • Білосніжка: Помста гномів — Eiko Ishioka                                                          |
| Найкращий дизайн костюмів                       | • Білосніжка та мисливець — Colleen Atwood                                                          |
| Найкращий монтаж                                | • Арго — William Goldenberg                                                                         |
| Найкращий монтаж                                | • Життя Пі — Tim Squyres                                                                            |
| Найкращий монтаж                                | • Лінкольн — Michael Kahn                                                                           |
| Найкращий монтаж                                | • Збірка промінців надії — Jay Cassidy і Crispin Struthers                                          |
| Найкращий монтаж                                | • Ціль номер один —Dylan Tichenor і William Goldenberg                                              |
| Найкращі візуальні ефекти                       | • Життя Пі — Bill Westenhofer, Guillaume Rocheron, Erik-Jan De Boer and Donald R. Elliott           |
| Найкращі візуальні ефекти                       | • Хоббіт: Несподівана подорож — Joe Letteri, Eric Saindon, David Clayton and R. Christopher White   |
| Найкращі візуальні ефекти                       | • Месники — Janek Sirrs, Jeff White, Guy Williams and Dan Sudick                                    |
| Найкращі візуальні ефекти                       | • Прометей — Richard Stammers, Trevor Wood, Charley Henley and Martin Hill                          |
| Найкращі візуальні ефекти                       | • Білосніжка та мисливець — Cedric Nicolas-Troyan, Philip Brennan, Neil Corbould and Michael Dawson |

Примітки
1. ↑  007: Координати «Скайфолл» і Ціль номер один обидва отримала Оскар в номінації Найкращий звуковий монтаж. Це вже шостий випадок в історії премії Оскар, коли нагороду в одній номінації отримують двоє номінантів.

## Статистика
| За номінаціями - 12 номінацій: Лінкольн - 11 номінацій: Життя Пі - 8 номінацій Знедолені і Збірка промінців надії - 7 номінацій: Арго - 5 номінацій: Любов, Джанґо вільний, 007: Координати «Скайфолл» і Ціль номер один - 4 номінації: Анна Кареніна і Звірі дикого Півдня - 3 номінації: Хоббіт: Несподівана подорож і Майстер - 2 номінації: Рейс і Білосніжка та мисливець | За нагородами - 4 нагороди: Життя Пі - 3 нагороди: Арго і Знедолені - 2 нагороди: Джанґо вільний, Лінкольн і 007: Координати «Скайфолл» |

## Цікавинки

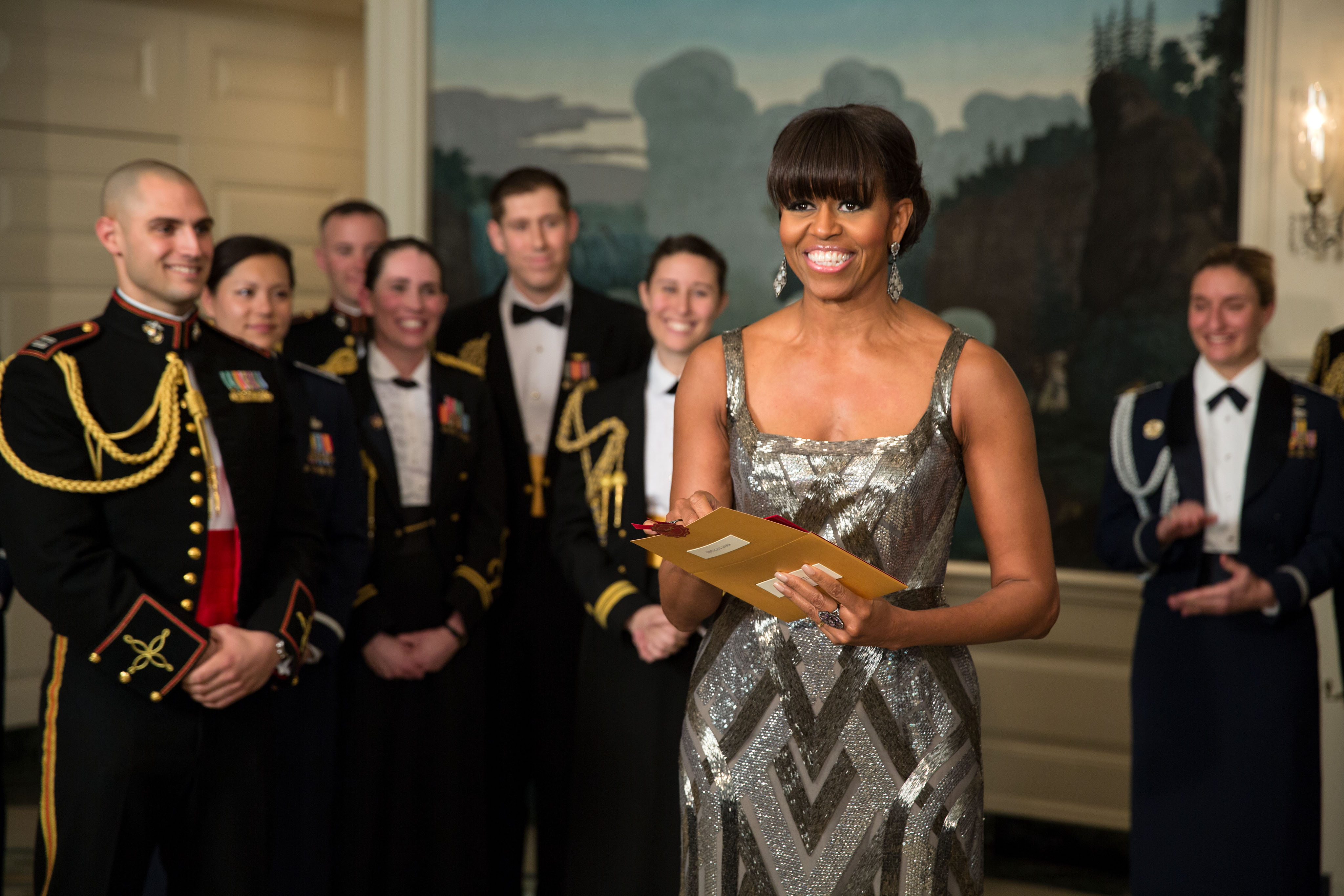
Перша леді США Мішель Обама оголошує переможця в номінації "Найкращий фільм", у телемості з дипломатичної кімнати Білого дому

- Акторка Куінзан Уоллес стала наймолодшою акторкою, номінованою на головну жіночу роль, за всю історію премії Оскар — їй було 9 років, натомість Еммануель Ріва — найстаршою, їй було 85 років.[5]
- Кіноман Нельсон Карвахаль розмістив в інтернеті 4-хвилинний відеоролик, яким об’єднав кадри з фільмів від 1928 року до 2012-го, які Кіноакадемія визнала найкращими. Закінчується ролик показом кадрів із дев'яти фільмів, які цього року номіновані на "Оскар". [6]
- Вперше в історії "Оскару" переможця в категорії "Найкращий фільм" оголошувала перша леді США Мішель Обама в прямому включенні з Білого дому.[7]
- У номінації «Найкращий актор другого плану» вперше були представлені тільки актори, які уже отримували премію Оскар раніше.[8]
- Ведучий церемонії Сет МакФарлейн є автором однієї із пісень-номінанток на Оскара («Everybody needs a best friend» із фільму «Третій зайвий»).[8]
- Трансляцію церемонії на каналі ABC подивилося понад 40 мільйонів глядачів, не враховуючи перегляди в інтернеті.[8]
- З цього року нагорода офіційно змінила назву із Academy Awards на The Oscars.[8]